# Josh Hart
Josh Hart, född 6 mars 1995 i Silver Spring i Maryland, är en amerikansk professionell basketspelare (SF/SG) som spelar för New York Knicks i National Basketball Association (NBA). Han har tidigare spelat för Los Angeles Lakers, New Orleans Pelicans och Portland Trail Blazers.
Hart draftades av Utah Jazz i första rundan i 2017 års draft som 30:e spelare totalt.
Innan han blev proffs studerade Hart på Villanova University och spelade för deras idrottsförening Villanova Wildcats.